# Самарівська церква євангельських християн-баптистів
Самарівська церква євангельських християн-баптистів – релігійна громада євангельських християн-баптистів в Самарі. Налічує близько 100 членів. Є неприбутковою організацією, матеріальне забезпечення якої здійснюється за рахунок добровільних пожертвувань. Входить до Всеукраїнського союзу церков євангельських християн-баптистів, а також до Дніпропетровського обласного об'єднання церков ЄХБ.

## Історія церкви

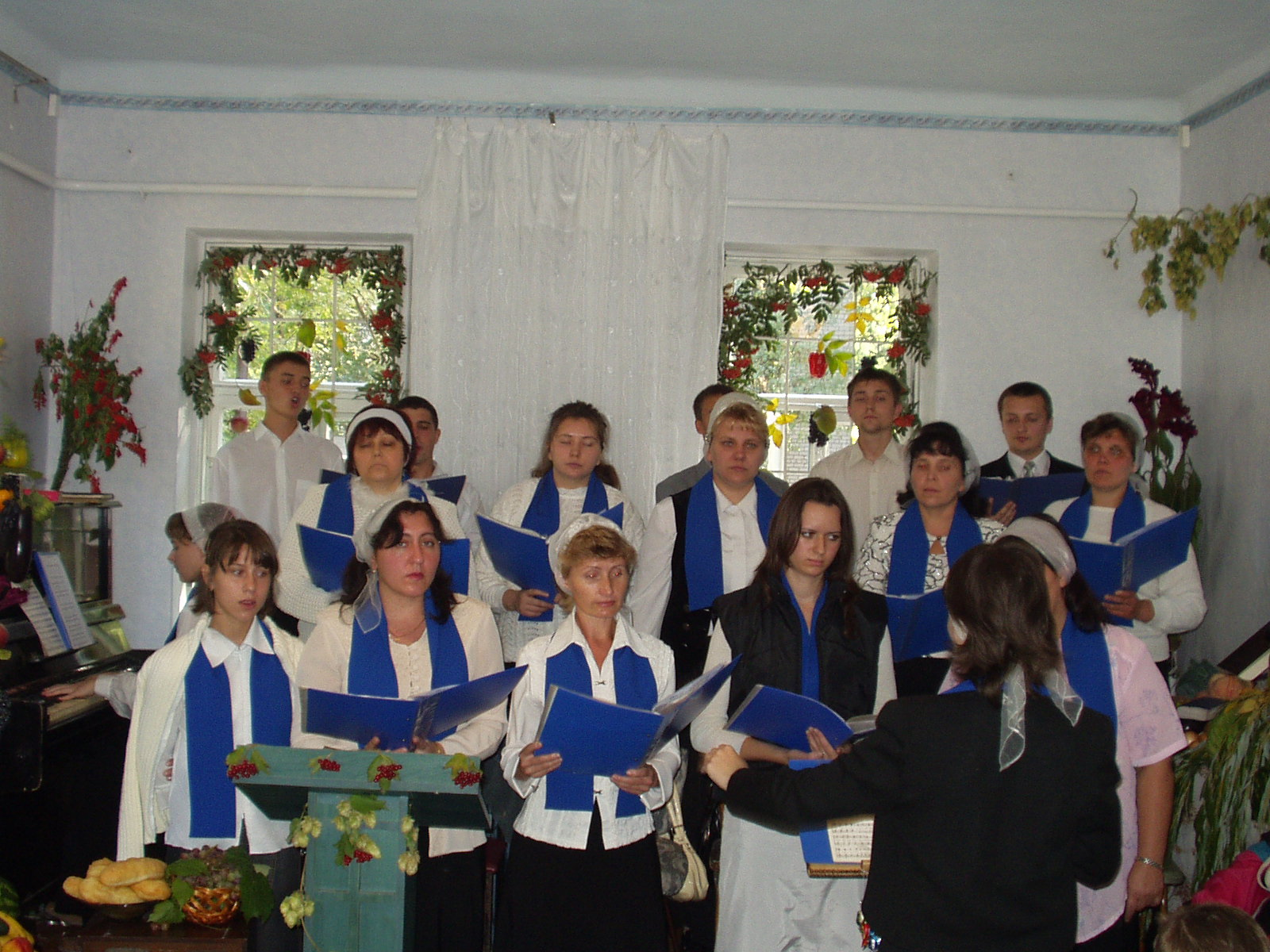
Церковний хор у клубі "Романтик" 2005 рік

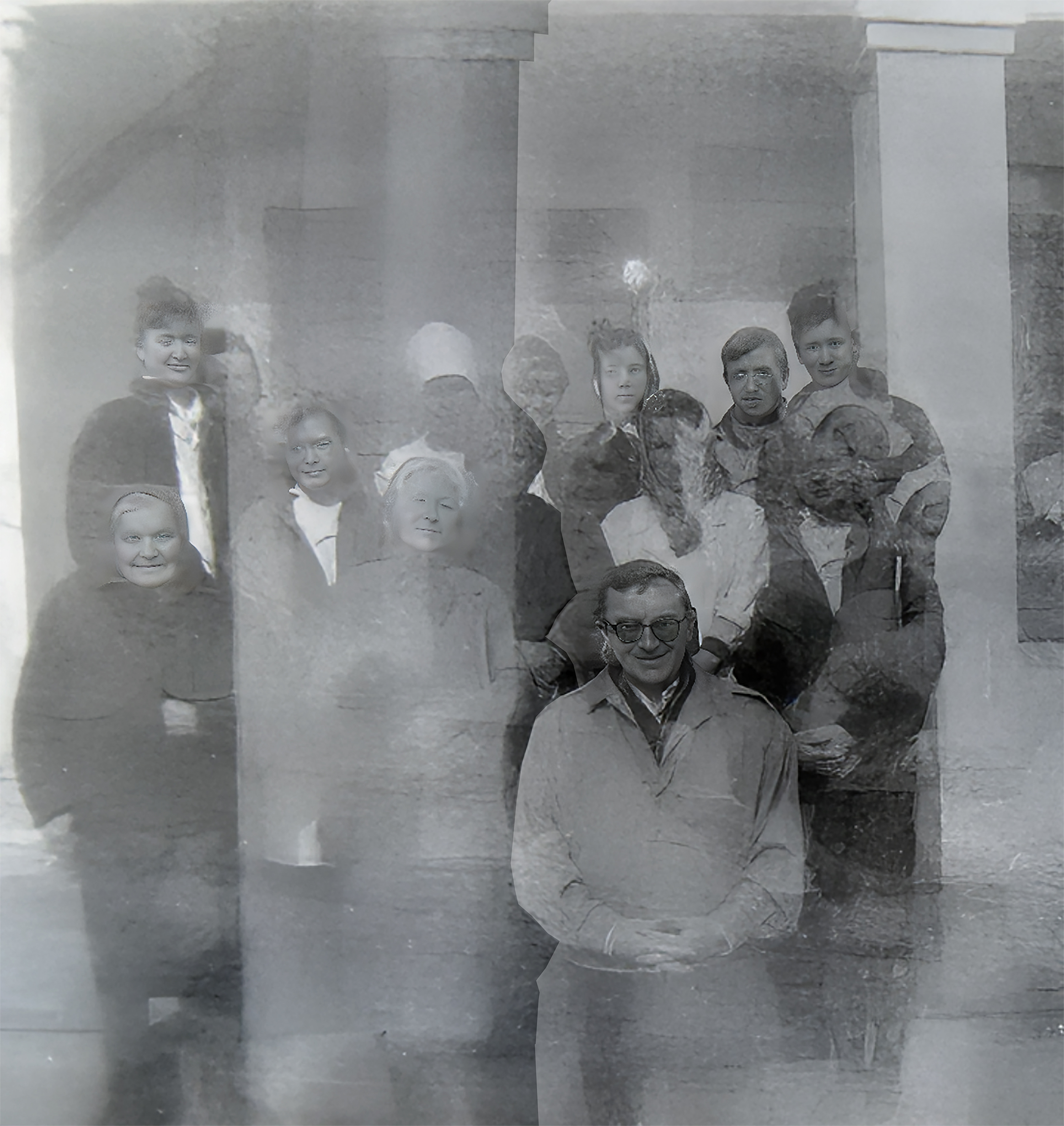
Церковна євангелізація біля міської лікарні, початок 1990-х років

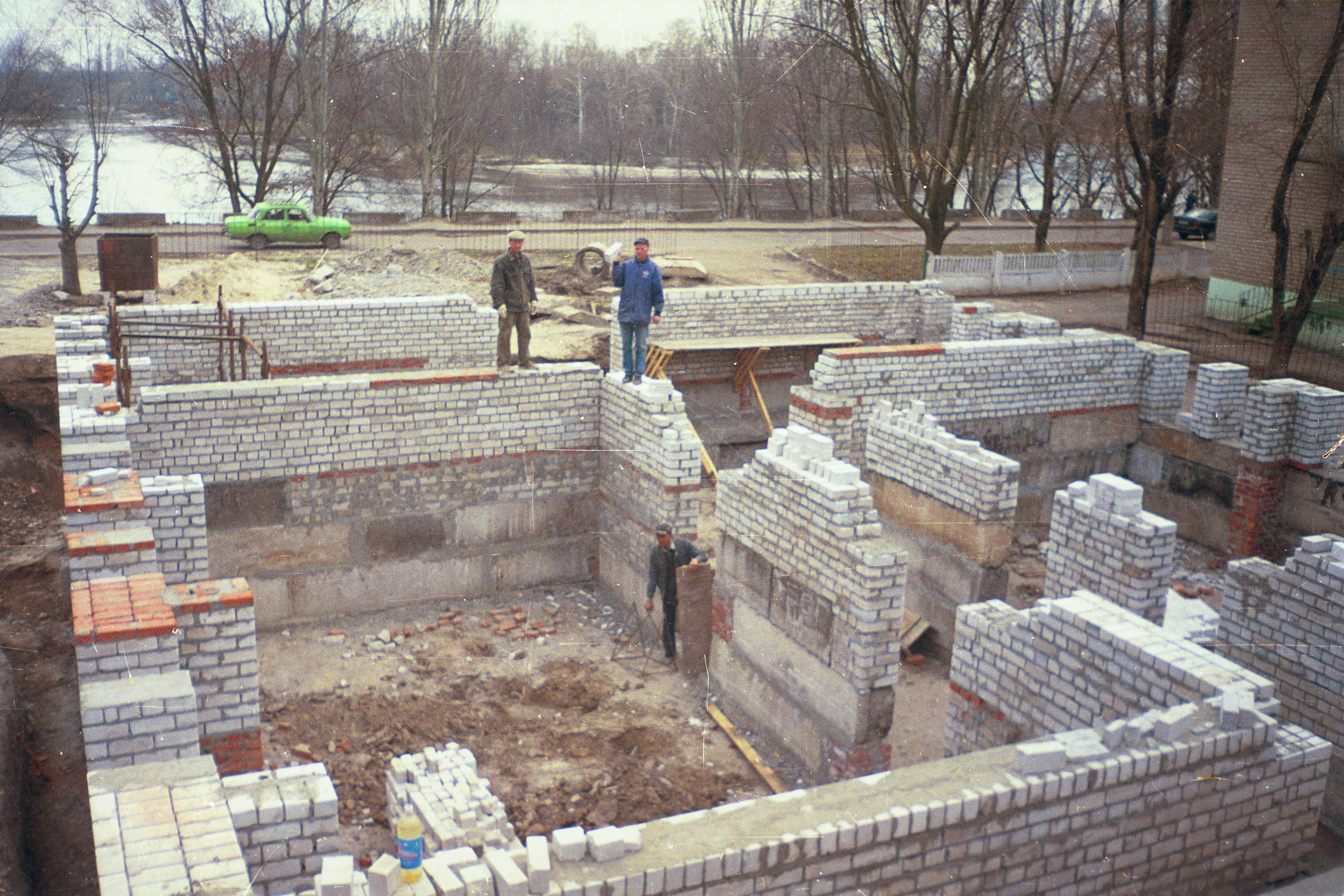
Будівництво дому молитви на Паланочній, 2002 рік

Історія баптизму в Самарі сягає своїм корінням ще дореволюційних років XIX століття.
Відомо, що у 1926 році представники церкви євангельських християн-баптистів в Самарі (Воронівська громада) брали участь у 10-му з'їзді 
Всеросійського союзу євангельських християн
у Ленінграді.

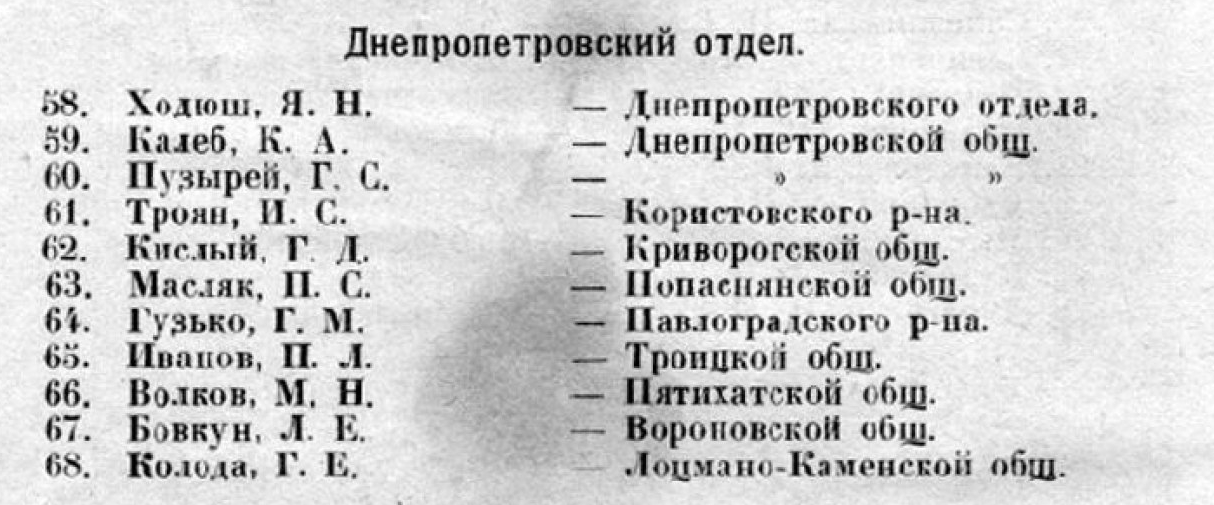
витяг зі списку делегатів 10-го з'їзду Всеросійського союзу євангельських християн 1926 року, що проходив у Ленінграді

Після Другої світової війни слід церкви втрачається, але вже на початку 1990-х років богослужіння церковної громади відновились. Перші зібрання віруючих після здобуття Україною незалежності проходили на квартирі місцевого благовісника і місіонера Василя Івановича Кулика у центрі Самара. 
Завдяки активній благовісницькій діяльності громада розширилась і орендувала для проведення богослужінь приміщення Самарської територіальної організації українського об'єднання глухих по вул. Зінаїди Білої. Потім довгий час громада орендувала так званий клуб "Романтик" по вул. Шевченка.
На початку 2000-х років було розпочато будівництво нового дому молитви церкви по вул. Паланочна.

## Сучасне служіння
Самарівська церква ЄХБ активно розвиває різні види духовного служіння: проповідницьке, музичне, молитовне, благовісницьке, дитяче та ін.
Церква проводить регулярні служіння за участю як власних проповідників, так і проповідників з інших церков України й світу.
Музичне служіння церкви представлено основним та молодіжним хором.
Проходять заняття в дитячій недільній школі. Влітку з дітьми та молоддю проводяться табори для духовного виховання та відпочинку.
В Самарі є ще дві церкви євангельських християн-баптистів - на Решкуті та на Кулебівці.